# Trichoridia cuprea
Trichoridia cuprea är en fjärilsart som beskrevs av W. Warren 1911. Trichoridia cuprea ingår i släktet Trichoridia och familjen nattflyn. Inga underarter finns listade i Catalogue of Life.